# Uzbekistán en los Juegos Paralímpicos
Uzbekistán en los Juegos Paralímpicos está representado por la Asociación Paralímpica Nacional de Uzbekistán, miembro del Comité Paralímpico Internacional.
Ha participado en seis ediciones de los Juegos Paralímpicos de Verano, su primera presencia tuvo lugar en Atenas 2004. El país ha obtenido un total de 77 medallas en las ediciones de verano: 26 de oro, 21 de plata y 30 de bronce.
En los Juegos Paralímpicos de Invierno ha participado en dos ediciones, siendo Sochi 2014 su primera aparición en estos Juegos. El país no ha conseguido ninguna medalla en las ediciones de invierno.

## Medallero

### Por edición
| Evento              | Oro | Plata | Bronce | Total |
| ------------------- | --- | ----- | ------ | ----- |
| Atenas 2004         | 0   | 0     | 0      | 0     |
| Pekín 2008          | 0   | 0     | 0      | 0     |
| Londres 2012        | 0   | 1     | 0      | 1     |
| Río de Janeiro 2016 | 8   | 6     | 17     | 31    |
| Tokio 2020          | 8   | 5     | 6      | 19    |
| París 2024          | 10  | 9     | 7      | 26    |
| TOTAL               | 26  | 21    | 30     | 77    |

| Evento           | Oro | Plata | Bronce | Total |
| ---------------- | --- | ----- | ------ | ----- |
| Sochi 2014       | 0   | 0     | 0      | 0     |
| Pyeongchang 2018 | 0   | 0     | 0      | 0     |
| Pekín 2022       | –   | –     | –      | –     |
| TOTAL            | 0   | 0     | 0      | 0     |

### Por deporte
Deportes de verano
| Evento                    | Oro | Plata | Bronce | Total |
| ------------------------- | --- | ----- | ------ | ----- |
| Atletismo                 | 16  | 7     | 9      | 32    |
| Judo                      | 6   | 5     | 10     | 21    |
| Levantamiento de potencia | 0   | 2     | 1      | 3     |
| Natación                  | 2   | 4     | 9      | 15    |
| Taekwondo                 | 2   | 2     | 0      | 4     |
| Tiro                      | 0   | 1     | 1      | 2     |
| TOTAL                     | 26  | 21    | 30     | 77    |